# Dama Vermelha de Paviland

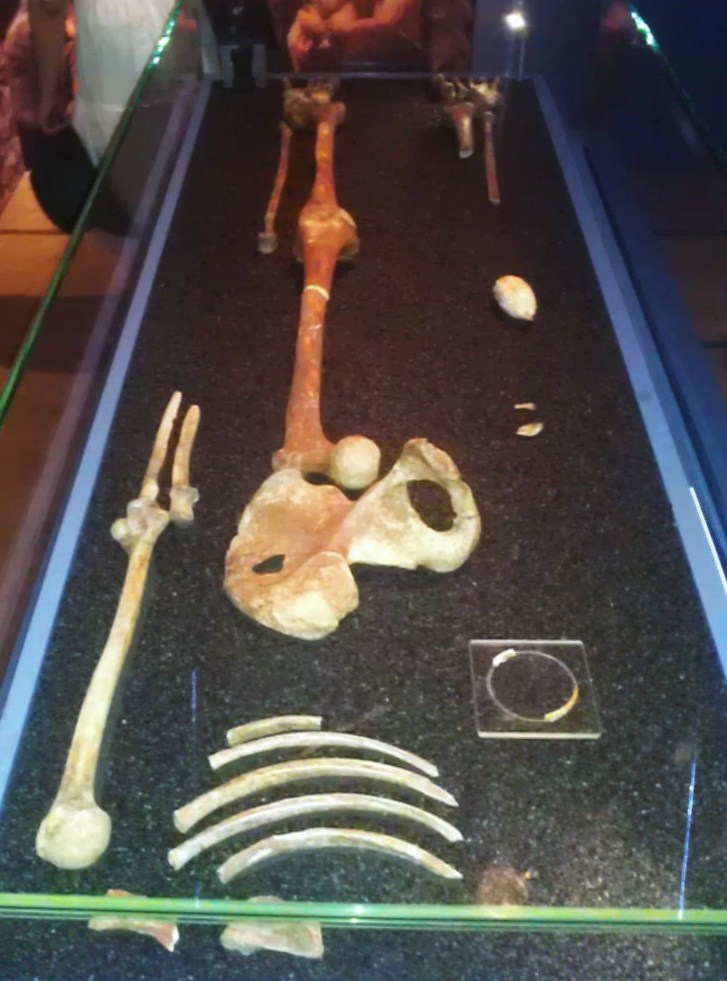
Dama Vermelha de Paviland, em exposição no Museu de História Natural de Londres, em 2014.

A Dama Vermelha de Paviland é um esqueleto parcial do Paleolítico Superior de um homem e enterrado na Grã-Bretanha há 33.000 anos atrás. Os ossos foram descobertos em 1823 por William Buckland em uma escavação arqueológica na caverna Paviland também conhecida como Caverna do Buraco de Cabra - uma das cavernas de calcário entre Port Eynon e Rhossili na Península de Gower, sul do País de Gales.
Os restos mortais foram inicialmente considerados como sendo de uma mulher da era romana da Grã-Bretanha, no entanto, análises mais recentes indicam que os ossos são de um jovem homem.
A caverna do Buraco de Cabra foi ocupada durante toda a pré-história. Os artefatos são predominantemente aurignacianos, mas também incluem exemplos dos períodos Musteriense, e mais tarde Gravetiano e creswelliano. A caverna é o mais antigo local de sepultamento cerimonial conhecido na Europa Ocidental.

## Descoberta
Em 1822, Daniel Davies e o Reverendo John Davies encontraram ossos de animais, incluindo a presa de um mamute. A família Talbot do Castelo penrice foi informada e encontrou "ossos de elefantes" em 27 de dezembro de 1822. William Buckland, professor de Geologia da Universidade de Oxford chegou em 18 de janeiro de 1823 e passou uma semana no Goat's Hole, no qual sua famosa descoberta ocorreu.
Buckland julgou mal sua idade e sexo. Buckland acreditava que os restos humanos não poderiam ser mais velhos do que a Grande Inundação Bíblica, e assim subestimou descontroladamente sua verdadeira idade, acreditando nos restos mortais pertenciam à era romana. Buckland acreditava que o esqueleto era feminino em grande parte porque foi descoberto com itens decorativos, incluindo colares perfurados de conchas e joias que se pensava serem de marfim de elefante, mas agora conhecido por ser esculpido a partir da presa de um mamute.